# Marpissa lakshmikantapurensis
Marpissa lakshmikantapurensis is een spinnensoort in de taxonomische indeling van de springspinnen (Salticidae).
Het dier behoort tot het geslacht Marpissa. De wetenschappelijke naam van de soort werd voor het eerst geldig gepubliceerd in 2004 door Majumder.